# Haemodoraceae
Las hemodoráceas (nombre científico Haemodoraceae) forman una familia de plantas monocotiledóneas que crecen típicamente en lugares secos y pueden ser reconocidas por sus hojas dísticas, equitantes, isobifaciales, y por sus inflorescencias que muchas veces son cimas helicoides bastante elongadas y bifurcadas, por sus flores que a pesar de ser comelínidas son tepaloideas, de simetría bilateral o enantiostilas, sus ovarios ínferos en la mayoría de los géneros, y sus raíces, que en Haemodoroideae tienen un color rojo distintivo. Son nativas de regiones tropicales y templadas cálidas. La familia fue reconocida por sistemas de clasificación modernos como el sistema de clasificación APG III (2009) y el APWeb (2001 en adelante) en los que posee 14 géneros en 2 subfamilias.

## Descripción
Hierbas perennes, con rizomas o tallos estoloníferos o cormos o bulbos, y raíces (y rizomas) muchas veces con pigmentos naranja-rojizos, conteniendo varias fenalenonas (compuestos polifenólicos) más específicamente arilfenalenonas (de ahí su nombre en inglés, "Bloodwort"). Pelos simples a dendríticos o estrellados, y usualmente cubriendo densamente el eje de la inflorescencia, las brácteas, y las partes externas del perianto. 
Hojas alternas, dísticas, equitantes, unifaciales, las de la parte superior del tallo reducidas (principalmente basales), simples, enteras, con venación paralela, envainadoras en la base, sin estípulas. Sin dividir, delgadas o circulares en sección transversal o planas.
Inflorescencias determinadas, pero a veces pareciendo indeterminadas, terminales. Consistentes en un tirso o corimbo de cimas (monocasios) 2-3 ramificadas, o un simple racimo, o raramente reducidas a una única flor.
Flores bisexuales, de simetría radial a bilateral. Pediceladas, bracteadas, hipóginas o epíginas o epiperíginas, glabras a densamente tomentosas, tricomas afilados o "pilate-glandulares" o ramificados, muchas veces brillantemente coloreados, el receptáculo es extendido en su parte proximal en algunos taxones (por ejemplo Wachendorfia). 
Perianto de 6 tépalos, puede ser  en 2 series de 3 con los 6 tépalos iguales (homoclamídeo), con el tépalo medio externo posterior en flores zigomórficas, o en una sola serie de 6 tépalos pegados valvados dejando sólo a la vista 6 lóbulos. Vistosos, rojos, rojo-anaranjados, amarillo-anaranjados, amarillos, a verdes, blancos, o negros en color. Separados a connados, el tubo del perianto (cuando presente) a veces con una hendidura en la superficie superior, imbricado o valvado. Hipanto presente o ausente.
Estambres 3 o 6, a veces reducidos a 1, ocasionalmente dimórficos, filamentos libres o adnatos a los tépalos. Pueden ser verticilados o diplostémonos o antitépalos en los taxones con 6 estambres, y antitépalos en los taxones con 3 o 1 estambre. Estaminodios presentes en algunos taxones. Anteras basifijas, longitudinales e introrsas en dehiscencia, tetrasporangiadas, ditecas, con las tecas y el conectivo con apéndices en Tribonanthes.
Polen monosulcado o 2 a 7 porado, y binucleado en la liberación.
3 carpelos (el carpelo medio posterior), connados, ovario súpero o ínfero, con placentación axilar. Estilo 1. Estigma 1, capitado a 3 lobado. 3 lóculos (raramente 1 en el ápice del ovario). Óvulos 1 a numerosos en cada lóculo, anátropos a ortótropoos, bitégmicos. 
Nectarios en los septos de los ovarios en la mayoría de los taxones, pero muchas veces pobremente desarrollados.
El fruto es una cápsula loculicida o raramente un esquizocarpo.
Las semillas globosas, elipsoides y crestadas, o aplanadas y aladas en los márgenes, con endosperma con almidón.

## Ecología
Ampliamente distribuidas en el sudoeste y este de Australia, Nueva Guinea, sur de Sudáfrica, norte de Sudamérica, América Central y sur de México, y Cuba. Unas pocas en el este y sudeste de Norteamérica.
Crecen en hábitats estacionalmente húmedos. Muchas veces son plantas de humedales.
Las flores variadamente coloridas son usualmente polinizadas por insectos (especialmente abejas y mariposas) pero la polinización por pájaros es característica de Anigozanthos. El néctar usualmente le provee recompensa al polinizador, pero Xiphidium es polinizado por abejas recolectoras de polen. 
Las semillas muchas veces pequeñas, aplanadas, pilosas o aladas de muchas especies probablemente sean dispersadas por viento.

## Filogenia
La familia es considerada monofilética debido a la presencia de arilfenalenonas, son las únicas plantas vasculares que poseen este pigmento, que produce la coloración naranja-roja a púrpura característica de las raíces y rizomas de muchos géneros (Simpson 1990, 1998a). 
La familia es hermana de Pontederiaceae, y estas dos a su vez son hermanas de Philydraceae. Ver Commelinales para una discusión de estos clados.
La morfología sostiene el reconocimiento de dos grandes clados: Haemodoroideae y Conostylidoideae (Simpson 1990). La monofilia de Haemodoroideae (que contiene por ejemplo a Haemodorum, Lachnanthes, y Xiphidium) es sostenida por una coloración rojiza en las raíces y rizomas, la falta de esclereidas en las placentas, y las semillas discoides que son pubescentes o marginalmente aladas, y también los tricomas sin ramificar, "pilate" o afilados, 3 (1) estambres, y polen monosulcado. Sinapomorfías de Conostylidoideae (que contiene a Anigozanthos) son los pelos de muchas células de espesor, ramificados a dendríticos, 6 estambres, el polen con pared esculpida en forma rugulada (arrugada), y las aperturas poradas, un estilo "nondeflexed", y un número de cromosomas base de 7. El perianto de Anigozanthos tiene una ranura adaxial, las flores bilaterales evolucionaron en las dos tribus. La posición del ovario en la familia ha aparentemente sufrido un cambio de ínfero a súpero (Simpson 1990, 1993, 1998b).
El género Lophiola del este de Norteamérica se parece a las haemodoráceas en sus hojas unifaciales, sus cimas helicoides, y sus flores muy pilosas, pero difiere en la ultraestreuctura del polen, la morfología del pelo, y la anatomía del tallo. Lophiola no tiene las arilfenalenonas tan características de Haemodoraceae, ni los compuestos fluorescentes a la luz ultravioleta de la pared celular que están presentes en Haemodoraceae y otras monocotiledóneas commelínidas. Lophiola ahora está ubicada dentro de Nartheciaceae (Zomlefer 1997a, b, c, Judd 2007).

## Taxonomía
La familia fue reconocida por el APG III (2009), el Linear APG III (2009) le asignó el número de familia 81. La familia ya había sido reconocida por el APG II (2003).
Posee 14 géneros, 100 especies. Los géneros más representados son Conostylis (30 especies), Haemodorum (20 especies), Anigozanthos (11 especies). 
La lista de géneros, según el APWeb (visitado en enero del 2009):
| - Anigosanthos Lemee (SUO) = Anigozanthos - Anigozanthos - Barberetta - Blancoa - Conostylis - Dilatris - Haemodorum - Lachnanthes | - Macropidia - Phlebocarya - Pyrrorhiza - Schiekia - Tribonanthes - Wachendorfia - Xiphidium |

## Importancia económica
Algunos géneros son utilizados como ornamentales, entre ellos Anigozanthos, Conostylis, y Lachnanthes. 
Poseen un uso histórico por los nativos como alimento.